# Mrs. Caldwell spricht mit ihrem Sohn
Mrs. Caldwell spricht mit ihrem Sohn (spanisch: „Mrs. Caldwell habla con su hijo“) ist der Titel eines 1953 veröffentlichten surrealistischen Briefromans des spanischen Nobelpreisträgers Camilo José Cela. In 212 kleinen Kapiteln schreibt Mrs. Caldwell an ihren als junger Mann in der Ägäis ertrunkenen Sohn Eliacim über ihren nicht verarbeiteten Schmerz. Die deutschsprachige Übersetzung von Gerda Theile-Bruhns erschien 1961.

## Inhalt
In einem launigen Prolog erklärt der Herausgeber die Situation der Briefschreiberin, der „lieben alten Stromerin“ Mrs. Caldwell, die er während einer Reise durch die La Alcarria kennenlernte und mit der er „bis zum Überdruss […] vertraut war“. In Pastrana las die englische Witwe ihm aus ihrer „kleine[n] Arbeit […] Ich spreche mit meinem vielgeliebten Sohn Eliacim“ vor. Es sind Briefe an ihren einzigen Sohn, der während des Zweiten Weltkriegs in der Ägäis „als Held“ mit seinem Schiff versank. Vor anderthalb Monaten erhielt der Herausgeber die Nachricht vom Tod Mrs. Caldwells im Königlichen Irrenhaus in London. Sie vermachte ihm ihr Manuskript und er gibt ihre Erinnerungen an das Publikum weiter.
Mrs. Caldwell blickt in ihrer Textsammlung zurück auf die Zeiten der Kindheit und Jugend ihres Sohnes, ihre unglückliche Ehe (41. Kapitel), die sie mit einer Reihe von Liebhabern zu kompensieren versuchte, und vor allem, als Ersatz, mit der Liebe zu ihrem Sohn (44. Kapitel). Details über ihr Leben, ihre Verwandtschaft und Bekanntschaften streift sie nur. Auch Eliacim Arrows Biographie wird angedeutet: Abitur, Studium, Abschluss seiner Berufsausbildung, Militär, Ferien in Seebädern an der Kanal-Küste oder in den Bergen, Hobbys wie Poker und Pferderennen, literarische Abende und gesellschaftliche Veranstaltungen mit Tanz, Flirt und Konversation. Im Zentrum der Mitteilungen steht die Schreiberin selbst in ihrer Einsamkeit und ihrer Trauer um dem toten Sohn, die sich immer mehr als düstere Liebesbindung mit sexuellen Obsessionen offenbart. In den letzten Briefen schreibt sie von ihrer depressiven Stimmung und einer zunehmenden Kraftlosigkeit (203. Kapitel), einer psychiatrischen Untersuchung (206. Kapitel), der Inventarisierung und Auflösung ihres Haushalts (207. Kapitel). Vor ihrem Tod hat sie Halluzinationen, ihr Zimmer in der Klinik stehe in Flammen, ihr Geliebter, der Teufel, beobachte sie „in Verzückung“ beim ständigen Aus- und Anziehen (211. Kapitel). Dann wird der Höllenbrand von Wassermassen gelöscht, die von der Decke herabströmen, sie zu ertränken drohen und die letzten Seiten ihres Manuskripts unleserlich machen (212. Kapitel).
Die Briefe haben den Charakter von solipsistischen, an den Sohn adressierten Botschaften. Die kleinen Kapitel stehen in keinem stringenten Handlungszusammenhang und bilden eine lockere Reihe. Sie setzen jeweils mit einer erinnerten Situation, einer anekdotenhaften Geschichte, einer Reflexion über das Leben und die Menschen, einem Traum oder einer surrealen Phantasie ein und steigern sich zu Zwangsvorstellungen. Einer Gedichtsammlung ähnlich kehren in Variationen einzelne Themen oder Motive immer wieder: Trauer, Einsamkeit, Gesellschaftskritik, Mutter-Sohn-Bindung, Eifersucht, Vanitas- und Sexual-Symbolik, Depression und Lebensüberdruss.

### Trauer
Die Mutter kann sich nicht von den Erinnerungen lösen und sie nie mehr „verwischen […] wie eine Träne, die ins Meer fällt“, sie kann nie mehr frei werden (143. Kapitel). Sie würde gern Straßenmusikanten mit ihren „kranken Instrumenten“ zum Geburtstag des Sohnes vor seinem leeren Zimmer spielen lassen (165. Kapitel). Sie phantasiert über die surreale Idee, die Flaschenpost eines Schiffbrüchigen, d. h. Eliacims, zu finden, die sich aber in ein wildes Haifischweibchen verwandelt hat oder, mit schweren Flüchen belastet, nie an einen Strand gespült wird (177. Kapitel). Sie würde ihren Sohn gerne, wie andere Mütter ihre verschwundenen Kinder, von morgens bis abends in dem verwunschenen Garten suchen, mit der Hoffnung, ihn zu finden (180. Kapitel). Sie möchte mit ihm seine erste Zigarette, Zeichen des männlichen Selbstvertrauens, aber auch des Gesundheitsrisikos, teilen und in ein „begeistertes Weinen ausbrechen wie eine reuige Sünderin“ (129. Kapitel). Sie stellt sich vor, an seiner Stelle die erste Große Fahrt zu machen und ihm Geschenke mitzubringen (130. Kapitel). Sie bewahrt wie in einem Museum seine Fetische und seine Pantoffeln auf und pflegt sie (146. und 202. Kapitel). Sie bewahrt in ihrer Phantasie die Brieftasche eines jungen Ertrunkenen auf (148. Kapitel). Sie möchte die große bronzene Glocke, die über die Berge schallt, zum Schweigen bringen, denn diese lenkt von ihren Gedanken an den Sohn ab (161. Kapitel).

### Enttäuschte Erwartungen
Es schmerzt sie, dass sich ihr Sohn von ihr gelöst hat, dass er nie die Reife eines sehr alten Künstlers erlangen wird, dem perfekte Federzeichnungen gelingen (137. Kapitel). Sie hat ihn sich als vollendeten, edlen, aristokratischen „Bogenschützen“ gewünscht, um ihren Freundinnen und Verwandten davon zu erzählen, aber er interessierte sich nicht dafür (126. Kapitel). Die alten Bücher sollten ihn die Weisheit lehren, jetzt auf dem Grund des Meeres braucht er sie nicht mehr, denn hier haben sich für ihn alle Fragen gelöst (172. Kapitel). Auf dem leeren Blatt träumen die großen Dichtungen der Zukunft (156. Kapitel). Sie wirft ihm vorschnelle und verfrühte Fahnenflucht vor (181. Kapitel). Anstatt sie an seiner großen Entwicklung teilnehmen lassen, hat er sich mit seinem Sterben ihr entzogen und sie so hintergangen (134. Kapitel). Sie steigert diese Erbitterung zur Vorstellung, sie kenne seine geheimsten Gedanken, sie sei ein Hindernis in seinem Leben und er wünsche ihren Tod (176. Kapitel). Sie hat den Wunsch, sein Herz gefangen zu halten im „Vogelhaus“. Wenn es anfange zu fliegen, würden sich die Vögel von ihm ernähren und seinen Flug verhindern (132. Kapitel). Verbunden mit diesem Bild ist der Vorwurf der Untreue: sein Herz tauge nicht als Nahrung für die Vögel, die sich nur von frischen, gesunden Herzen ernähren. Sie spiegelt sich in der Situation eines jungen „teilnehmende[n]“ Kavallerie-Offiziers, eines galanten Tänzers und Lieblings der Frauen, dessen doppelsinnigen Witze die Trauer um seine alte gelähmte Mutter verraten (118. Kapitel).

### Eifersucht
Mr. Caldwell ist eifersüchtig auf junge Frauen, für die sich ihr Sohn interessiert hat. Sie verwahrt seine Buntfotografien, mit denen er die „einfältigen“ Mädels der Nachbarschaft so beeindruckte, mit sieben Schlüsseln (183. Kapitel). Sie kritisiert seinen Wunsch nach einer Geliebten mit schmaler Taille, während ihre breit geworden ist (133. Kapitel). Der Sohn liebte eine kleine Marmorfigur mit der „Seele einer chinesischen Hure“ zärtlicher als seine Mutter (175. Kapitel). Zur Beerdigung Dorothys, einer Kinderfreundin des Sohnes, kamen ihre Blumen zu spät (151. Kapitel). Sie denkt sich Vergleichssituationen aus: Eine Dame kam ihr zuvor, kaufte den zu einem günstigen Preis von seinem Eltern angebotenen „betrübten Schüler“, den sie mit ihrem Sohn gleichsetzt, und wurde seine Herrin (152. Kapitel). Ein ritterlicher Kater, die Reinkarnation von Richard Löwenherz, trug nachts auf dem Dach Liebeshändel aus, verließ dann ihre Freundin, eine Witwe, ohne eine Spur zu hinterlassen, und entpuppte sich dadurch als gerissener Falschspieler (149. Kapitel).

### Liebesbindung mit sexuellen Obsessionen
Bereits zu Beginn ihrer Aufzeichnungen stimmt Mrs. Caldwell die Thematik der Mutterliebe an: „Ich fühle mich wie ein kleines Mädchen, wenn ich mit dir jenen gräulichen Tango tanze, der so anfängt: „Komm wieder in meine Arme, vergiss, was geschah“ […] trällere mir leise dieses widerwärtige Lied ins Ohr; es schenkt mir die Jugend wieder und füllt meine Brust mit schlechten Absichten. Gehorche deiner Mutter, mein Sohn“ (4. Kapitel). Später träumt sie von dem Wiener Walzer, der als Übung für die wohlgeordneten Künste der Ehe passt, mit ihrem Sohn (160. Kapitel). Sie reflektiert ihre Situation: „Immer zeichnete ich dich aus durch meine sehr egoistischen und sehr ernst gemeinten Liebkosungen“ (42. Kapitel). Sie erinnert sich an die „Bonbonhörner“ des ausgestopften Hirschkopfes, der sie, wie früher ihren Sohn, mit seinen sanftmütigen, sündigen Augen beunruhigend starr anschaut, „vertraute, schmachvolle Hörner“, die sie in ihrer Einsamkeit mit dem Staubwedel säubert (155. Kapitel). Sie parfümierte Eliacim mit Rosenduft, der seinen Blick verderbt erscheinen ließ, mit Jasmin, um ihn in einen erbitterten Liebhaber zu verkleiden. Es sind Gerüche, „die in uns schlechte Triebe wecken“ (157. Kapitel). Sie träumt von einer glänzenden perlmutternen Muschel an ihren Fingerkuppen, die vom Weinen so vieler Seeleute glatt gewaschen wurde (163. Kapitel).In späteren Briefen überwiegen sadistische, teils masochistische Bilder. Sie wünscht sich, sie könnte Eliacim die Narben der Peitschenhiebe zeigen, mit denen ein italienischer Marchese ihren nackten Körper bedeckte (159. Kapitel). Der Fisch ohne Schuppen, den sie wiederzubeleben versuchte, bringt sich um und tötet sich gegen den Fußboden schlagend (174. Kapitel). Ein abgemusterter Seemann mit einem Bein bietet ihr an, ein Monogramm E. A. C. (Eliacim Arrow Caldwell) auf den Bauch tätowieren zu lassen (166. Kapitel). In der glimmenden Asche ihres Kamins erscheint ihr Sohn, und sie würde gern die Asche aufessen, um ihn in sich in einer fremden Sprache sprechen zu hören, auch wenn ihre Besucherinnen sie für ein Seeleute verschlingendes Ungeheuer hielten (170. Kapitel). Die jugendlichen Selbstmörderinnen sind dem weißen Felsen verfallen, wie einem Geliebten, der ihnen befiehlt, sich in die Tiefe zu stürzen (136. Kapitel).

### Untergangsvisionen
Bild eines ohne Kompass dahinjagenden Eisberges (178. Kapitel). Traum vom brennenden Kind, das die Welt anzündet (162. Kapitel). Sie verbrennt freudig den ältesten Baum der Stadt in ihrem Kamin (164. Kapitel). Sie denkt an die singfreudigen Maler von Stillleben, deren kleine Söhne einen starken Hang haben, „sich von Taxis oder einem Bus überfahren zu lassen und zu sterben“ (140. Kapitel). Jeden Tag könnten nach Schulschluss aus dem Haus herausrennende Kinder unter Lastwagen geraten und umkommen, um dieser „widerrechtlichen und sinnlosen Lustigkeit Einhalt [zu] gebieten“ (169. Kapitel). Auf der Versammlung der Liga der säurefesten Bazillen, die Eliacim entdeckte, wurde ein Plan über die Vernichtung der menschlichen Spezies ausgeheckt, um die Macht zu erobern (158. Kapitel). Sie verabschiedet sich am Ende von ihrem Haus: „Lebewohl, du ungastliches, widerwärtiges, verräterisches Heim! Lebt wohl ihr kalten, unversöhnlichen Wände, Galgenholz, grausamer Herd! Lebewohl, verdorbene Luft, verdorbene Erinnerung, verdorbenes Heim! Lebt wohl, ihr Fensterläden, die ihr wie tote Augenlider seid, Treppen, die zu keinem Glück führen, unbarmherziges Heim! Ich bin fertig mit meinem Inventar […] Ich gehe ohne Trauer, fast mit Freuden. Und obschon ich es nicht ausspreche, mit der Absicht, nie wiederzukommen, dich nie wiederzusehen! Ich habe alle Erinnerungen an dich, Eliacim, in unserm Haus ausradiert, und wenn ich Mut gehabt hätte, mein Sohn, so würde unser Haus zu dieser Stunde brennen mit riesigen, zitternden Flammen. Aber ich hatte nicht genügend Zeit, Eliacim, und, wie ich dir schon sagte, auch keinen Mut“ (208).

### Einsamkeit und Weltschmerz
Aus Enttäuschung über ihre Gesellschaftsschicht träumt sie von einem idealen Geliebten, dem Landwirt Tom Dickinson in seinem bäuerlichen Schlaraffenland (147. Kapitel). Sie konsultiert wegen ihres „Prozesses“ einen „verkrachten Rechtsanwalt“, um mit ihm über ihre Einsamkeit zu sprechen (115. Kapitel) und geht mit ihm eine sexuelle Beziehung ein. Sie möchte auf dem schmutzigen Schnee in Mutlosigkeit sterben wie ein verlorenes Kind (144. Kapitel). Sie findet es gut, dass es „farbige Völker“ ohne Vorurteile gibt, so dass man alle gewähren lässt, aber diese Idee verwirre die Weißen und bringe sie aus dem Gleichgewicht (124. Kapitel). Sie versucht sich an die „verruchte Luft, die zwischen den Häusern schläft“, zu gewöhnen (145. Kapitel). Sie beschreibt die depressive Stimmung beim Morgengrauen kurz vor ihrer Einweisung in die Psychiatrie: „Ein milchiges Licht kroch langsam hinter den Dächern empor […] gelblicher krankhafter Schein […] Es sind die Augenblicke, wo die alte, magere Stadt ihr Hemd auszieht, um ihren narbigen Körper zu zeigen […] durchpflügt von den Chirurgen wie die Bäuche der Mütter, die nicht mehr gebären können“ (203. Kapitel). Sie denkt, dass das Familienleben das Familienleben zersetzt (110. Kapitel). Das ideale Ehepaar befleißigt sich mit großer Begeisterung der Verleumdung der Nachbarn (199. Kapitel). Höflichkeit ist ein „wunderschöner Betrug“ (116. Kapitel). Sie vergleicht die Welt mit den kalten Sälen eines Hospitals, in dem die Patienten sich gegenseitig bestehlen und von ganzem Herzen einander den Tod wünschen (198. Kapitel). Sie hat eine Vorliebe für ein Wachsfigurenkabinett, in dem sie zusammen mit ihrem Sohn den größten Blutsaugern der Menschheit die Zunge herausstrecken kann, allerdings den Rücken mit der „Dienstordnung“ gedeckt (127. Kapitel).

## Form
Celas Werk, das von spanischen Literaturwissenschaftlern als surrealer Gedichtroman mit Beeinflussung von Rimbaud und Baudelaire oder als Briefroman eingeordnet wurde, ist eine Textsammlung aus Erinnerungen, Anekdoten, Reflexionen und Phantasien mit surrealistischen Grenzüberschreitungen. Die Briefe an den toten Sohn sind innere Monologe bzw. Bewusstseinsströme, verbunden durch expressive Motive, u. a. Fin de Siècle-, Vanitas- und Sexualsymbole: Meeresgrund, Totenreich, Sirenengesang, lockende Nixen, blutgierige Haifischweibchen (177. Kapitel), Flussschifffahrt (120. Kapitel), Seereise (130. Kapitel), Schlamm (150. Kapitel). Oft verwendet Cela Chiffren, d. h. aus verschiedenen Bereichen zusammengestellte Metaphern mit komplexen Assoziationen: „Drinnen im kalten Herzen der Gartenskulpturen, mein Sohn, schlafen im Winter die bedürftigen Kröten, die heimatlosen Kröten“ (201. Kapitel). Ein Beispiel für eine Assoziationsreihe nennt Mrs. Caldwell im 51. Kapitel bei ihrem Wunsch, über den Sohn ein Gedicht zu schreiben mit den „herrlichsten, […] bedeutungsvollsten Worte[n] […]: Jüngling, grau, unverzeihlich, rücksichtslose Flucht, Oberschenkel, Agonie, trockene Frucht, Horizont in der Hand, Lebewohl für immer.“

## Rezeption
Die Studien der beiden Literaturwissenschaftler Albert Bensoussan und Adolfo Sotelo Vázquez geben einen Überblick über die kontroverse Rezeption, die anfangs v. a. die unkonventionelle Romanform thematisierte: Celas „Mrs. Caldewell“ sei kein Roman, sondern ein absurdes Buch (Juan Luis Alborg), ein verworrenes und unverständliches Gerede (Gonzalo Torrente Ballester), kleine Prosa, wunderbar geschrieben, aber auch wunderbar oberflächlich (Marcelo Arroita-Jáuregui), eine sinnlose rhetorische Übung über hemmungslose sexuelle Ausschweifungen und die tiefe und grausame Vivisektion der morbiden Psychologie, das gebeugte Eintauchen in eine unbekümmerte Fantasie, bei der oft nicht leicht zu bestimmen ist, ob sie zum imaginierten Charakter gehört oder zum Dichter (Eugenio de Nora), ein Reich des Unsinns, ein eitler Albtraum von der verwirrten Liebe einer Mutter nach dem Tod des Sohnes (Alonso Zamora Vicente), „Mrs. Caldwell“ sei Celas tiefstes Werk (Paul Ilie), eine großartige Sammlung von Prosagedichten, in denen Cela Gefühle in Bilder verwandelt habe. (Cosme Vidal Llàser).
Bensoussan erklärt die negativen Reaktionen einmal mit den Streichungen, z. B. des Kapitels 204, durch die spanische Zensur. Ein zweiter Grund seien die gegen die vorherrschende Ideologie aufgegriffenen Tabuthemen „Auflösung der Familie“ und „Inzest“, obwohl der Autor versucht habe dieses Problemfeld zu entschärfen: einmal durch die postmortale Veröffentlichung der Briefe einer verwirrten alten Mutter und durch die Charakterisierung der Briefschreiberin im Prolog und im Schlusswort. Zudem verlagerte Cela die Protagonistin aus Spanien nach England und versteckte die Thematik in Metaphern sowie im diffusen Grenzbereich von Phantasie bzw. subjektiv wahrgenommener Realität. Bensoussan vergleicht „Mrs Caldwell“ mit Celas erstem Roman „La familia de Pascual Duarte“ und kommt zu dem Ergebnis, der Autor stelle das Konzept der Familie infrage. Sie sei gegen die damalige Ideologie, basierend auf den hohen Werten des Familienkerns, als Folge des Bürgerkrieges zerbröckelt.
Sotelo Vázquez konzentriert sich in seiner Untersuchung auf die Situation der Protagonistin: Wie Antonio Vilanova, einer der wenigen Kritiker, die sich neben der Form des Romans mit dem Inhalt auseinandersetzten, sieht er das menschliche Drama, in dem eine unglückliche Geschlechterbeziehungen und eine inzestuöse Leidenschaft verborgen sei, als das Hauptthema des Romans an. Durch die Vermischung von Unzufriedenheit, Schuldgefühlen, Enttäuschungen und Unbehagen zeigten die Briefe die Persönlichkeit der Protagonistin in der Krisensituation ihres Lebens. Bensoussan führt dies im Vergleich zu Celas Roman „Pascual Duarte“ und dem Monolog Molly Blooms in James Joyce Ulysses weiter aus: Die Einsamkeit der Protagonistin habe ihren Solipsismus aufgebaut und zu einem erschreckenden Pessimismus geführt. Sie schreibe, wie die letzten Einträge zeigten, aus der Überzeugung der Erbsünde, des Bösen (55. Kapitel). Alle Aspekte des Lebens konvergierten auf einem obsessiven Motiv und dies könnte sogar als persönlicher Mythos, als Ausdruck der unbewussten Persönlichkeit des Autors gelesen werden. Als Beleg führt er den letzten Brief Mrs. Caldwells an, in dem sie von ihrem unwirtlichen Heim, der Mischung aus Unglück, unbewusstem Egoismus, Selbstverleugnung und vor allem von der Erstickung in ihrem Haus, von der ängstlichen Einsamkeit einer geheimen und verzweifelten Leidenschaft spricht. Alltag, langweilige Ehe, Liebhaber, gesellschaftliche Konventionen und Bequemlichkeiten seien das Gefängnis der Protagonistin gewesen. Mrs. Caldwells Drama entstehe aus ihrem amphibischen Status als Mutter und Geliebte, der mit sozialer Heuchelei kollidiert, in der erstickenden Welt, die sie umgibt.